# Feces de Abajo
Feces de Abajo (llamada oficialmente Santa María de Feces de Abaixo) es una parroquia y un lugar del municipio español de Verín, en la provincia de Orense, Galicia.

## Toponimia
La parroquia también es conocida por el nombre de Santa María de Feces de Abajo.

## Geografía
Está situado al sur del municipio de Verín (España), junto al límite del municipio portugués de Chaves y separado de la parroquia de Vila Verde da Raia por del río de Feces. Al oeste está limitado por el río Támega.

## Organización territorial
La parroquia está formada por una entidad de población:
- Feces de Abaixo

## Demografía
Gráfica demográfica de la villa y parroquia de Feces de Abajo según el INE español:
| Gráfica de evolución demográfica de Feces de Abajo entre 2000 y 2023 |
|                                                                      |
| Datos según el nomenclátor publicado por el INE.                     |